# Guardians of the Galaxy – Mission: Breakout!
Guardianes de la Galaxia – Misión: Breakout! (en inglés Guardians of the Galaxy – Mission: Breakout!) es una torre de caída acelerada y dark ride del parque Disney California Adventure. Basado en los personajes de Marvel Comics, muestra cómo Rocket Raccoon recluta huéspedes para intentar para liberar a los Guardianes de la Galaxia restantes de la exposición de la fortaleza del Coleccionista.
La atracción utiliza la misma infraestructura y sistema de la atracción anterior, The Twilight Zone: Tower of Terror.  Presenta varios miembros de reparto de la saga de Marvel Studios representando a sus personajes. La atracción está inspirada en el Universo Cinematográfico Marvel (UCM), siendo en cambio parte de su universo compartido similar propio, el Universo de Parques Temáticos Marvel (UPTM).
Su apertura oficial tuvo lugar el 27 de mayo de 2017, veintidós días después del estreno de Guardianes de la Galaxia vol. 2.

## Desarrollo
Anunciada en 2016, en la San Diego Comic-Con, la atracción reemplazó a la atracción The Twilight Zone: Tower of Terror , la cual cerró el 3 de enero de 2017.  Es la primera atracción de Disney basada en los personajes de Marvel Comics en los Estados Unidos, y será seguida en 2020 por un área temática de Marvel en Disney California Adventure.
Chris Pratt, Zoe Saldaña, Dave Bautista, Benicio del Toro, y Bradley Cooper retomaron sus personajes de Star-Lord, Gamora, Drax, El Coleccionista, y la voz de Rocket, respectivamente. Debido al contrato de Marvel de 1994  con Universal Parks & Resorts (antes de la compra de Marvel por parte de Disney), la marca de Marvel no puede ser utilizada en el título de atracciones o anuncios. James Gunn dirigió todo de las escenas en las que aparece el reparto.
Tyler Bates, compositor de las películas de Guardianes de la Galaxia, escribió la música para la cola de la atracción. La atracción también dispone de seis canciones para las seis torres de caída, algunas del cuales fueron sugeridas por Gunn.
- "Hit Me with Your Best Shot" de Pat Benatar
- "Give Up The Funk" de Parliament
- "Borned to Be Wild" de Steppenwolf
- " I Want You Back" de The Jackson 5
- "Free Ride" de The Edgar Winter Group
- "Burning Love" de Elvis Presley

### Reparto
- Chris Pratt como Peter Quill / Star-Lord
- Zoe Saldaña como Gamora
- Dave Bautista como Drax el Destructor
- Fred Tatasciore como Groot (voz)[19]
- Bradley Cooper como Rocket (voz)[16]
- Benicio del Toro como Taneleer Tivan / El Coleccionista
- Pom Klementieff Como Mantis[20]
- Stan Lee como él mismo[21]
- Seth Verde como Howard el Pato (voz)[22]

## Argumento
La atracción está basada en la fortaleza del Coleccionista, en la colección llamada Tivan Colección, como se muestra en Guardianes de la Galaxia. El Coleccionista (Taneleer Tivan) está mostrando de sus adquisiciones más recientes, los Guardianes de la Galaxia. Rocket huyó en secreto y pide a los invitados ayuda Los invitados entonces entran en un elevador pórtico, donde ayudan a Rocket a intentar liberar a los otros Guardianes.
Colas y preshow
Los visitantes entran en la planta principal, qué está decorada para parecerse al interior del archivo del Coleccionista. El archivo alberga una gran variedad de artefactos interactivos. Un vídeo en bucle del Coleccionista y su ayudante nuevo que revela que tienen una adquisición nueva en la Colección Tivan, los Guardianes de la Galaxia.  También se revela que los Guardianes, específicamente Peter Quill, fueron engañados pensando que iban a ir a visitar las instalaciones. El Coleccionista tiene sus vitrinas electrificadas, de modo que el equipo no puede huir, aun así Rocket lo consigue. El Coleccionista revela a los visitantes que pueden acceder a las instalaciones una vez sus señales biológicas están escaneadas en el sistema y entonces todo lo que tienen que hacer es levantar sus manos para la desinfección.
Después, los visitantes son dirigidos a la oficina del Coleccionista, donde otro vídeo de él mismo es reproducido. De repente, Rocket, representado a través de un animatronic, se introduce en la habitación a través de una rejilla de ventilación y para el vídeo para explicar su plan para rescatar a sus amigos. (En caso de que el animatronic fallara, una versión CGI de Rocket aparecerá en la pantalla) Los invitados utilizarán sus pases de acceso (su escáner de mano) para acceder al ascensor mientras Rocket sube arriba para apagar generador de modo que los Guardianes, así como las otras criaturas de la colección, puedan huir. Los Guardianes entonces se reunirán con Mantis, quién llegará con su barco de modo que pueaen hacer una huida rápida. En su salida de la oficina del Coleccionista, Rocket aprovecha y coge el walkman de Quill.
Atracción
Después de que los visitantes se sienten en el ascensor, el Coleccionista dice a los pasajeros que "este es el momento que estabais esperando." Aun así, Rocket desenchufa el sistema e inserta el walkman de Quill, empezando a sonar una de las canciones de la banda sonora de la atracción. El ascensor rápidamente sube a la habitación de generador donde Rocket lo para, abriendo las jaulas y liberando al equipo, pero también cortando la electricidad al ascensor. Rocket intenta recuperar el control del ascensor, mientras este acelera arriba y abajo, y así los visitantes ven a los Guardianes en varias situaciones, así como consiguiendo una vista breve de Disneyland. Rocket finalmente restaura la electricidad y el ascensor baja para mostrar cómo los Guardianes se reunieron junto con Mantis y Cosmo, El Perro Espacal . Quill y Gamora dan las gracias a los visitantes, pero cuando el ascensor se autoreinicia, se oye a Drax  preguntando por qué están dándoles las gracias a los visitantes cuando han estado sentados todo el rato y no luchando.
Cuando los visitantes dejan el ascensor y salen a un pasillo de salida, se oyen los sonidos de las criaturas al huir . El Coleccionista puede ser oído sobre el teléfono, trastornado por la pérdida de los Guardianes y sus criaturas. Howard el Pato puede también ocasionalmente ser oído, mofándose de la desgracia del Coleccionista.
Hay seis versiones diferentes de la atracción, cada cual con su canción propia, efectos visuales y caídas. Las seis canciones, y sus secuencias, están en el orden que se indica a continuación:
- " I Want You Back" - The Jackson 5 (1969): El primer escenario es de los Guardianes que saltan de su vitrina, siendo sólo Drax capturado por un monstruo con tentáculos. El segundo escenario muestra a Quill, que chuta una criatura con aspecto de rata a las jaulas antes de ser atacados por un grupo de ellas.
- "Hit Me With Your Best Shot" - Pat Benatar (1980): El primer escenario muestra a Peter Quill escapando del monstruo con tentáculos, acabando con ellos y Gamora (quién está en el mismo escenario) huyendo de una flota de drones de seguridad. El siguiente escenario muestra una monstruosa gárgola gigante saltando y rugiendo a los visitantes. Drax salta fuera de la boca de la criatura, la pega encima de la nariz y se ríe. Entonces dice a los invitados, "de nada"
- "Give Up The Funk" - Parliament  (1975): El primer escenario muestra a Quill y Gamora en los tentáculos del monstruo, con ambos pidiendo ayuda a Rocket. El escenario siguiente muestra a Quill, que chuta una criatura con aspecto de rata a las jaulas antes de ser atacados por un grupo de ellas.
- "Free Ride" - The Edgar Winter Group (1973): El primer escenario es de los Guardianes disparando a los ataques que vienen antes de que Baby Groot pulse un botón rojo que apaga la gravedad artificial. El escenario siguiente muestra todo flotante mientras Quill dice a Baby Groot que pulse el botón que activa la gravedad artificial. Él lo hace, pero todo en la colección cae, incluyendo el ascensor.
- "Burning Love" - Elvis Presley (1972): El primer escenario es de los Guardianes que saltan de su vitrina, siendo sólo Drax capturado por un monstruo con tentáculos. El siguiente escenario muestra una monstruosa gárgola gigante saltando y rugiendo a los visitantes. Drax salta fuera de la boca de la criatura, la pega encima de la nariz y se ríe. Entonces dice a los invitados, "de nada"
- "Borned to be Wild" - Steppenwolf (1968):  El primer escenario muestra a Quill y Gamora en los tentáculos del monstruo, con ambos pidiendo ayuda a Rocket. El siguiente escenario muestra a Peter Quill escapando del monstruo con tentáculos, acabando con ellos y Gamora (quién está en el mismo escenario) huyendo de una flota de drones de seguridad.

## El archivo del coleccionista
Dentro del área de colas, los visitantes pueden ver los muchos elementos del archivo del Coleccionista. Varios elementos de Guardianes de la Galaxia, el Universo Marvel y animatronics inactivos de atracciones de Disney están presentes, incluyendo:
- Un Ultron de Vengadores: La Era de Ultron  con ojos que parpadea ocasionalmente, y a menudo habla.
- Cosmo, El Perro Espacial.
- Un uniforme de Cuerpo Nova.
- Capullo de Adam Warlock. (Etiquetado como "Capullo de Origen Desconocido")
- Ojo de Warlock
- Armas Kree (De Agentes de S.H.I.E.L.D.)
- Tres Vyloos. (De Guardianes de la Galaxia vol. 2)[25]
- Cristales Terrigenos
- Uniforme de Einherjar
- Brazier De Bom'Galiath
- Cristal de Conquista.
- Máscaras celestiales.[26]
- Una pintura que representa al Coleccionista jugando a un juego con su hermano, el Gran maestro.
- Stormbreaker. (el martillo de Beta Ray Bill)[26]
- Artefactos de Atlantis.
- Un libro que describe a los Elfos Oscuros y una de sus dagas. (De Thor: El Mundo Oscuro)
- Figment De la atracción original "Journey into Imagination" de Epcot .[27][26]

Más elementos están localizados en la oficina del Coleccionista incluyendo:
- Una factura de X-S Tecnología.[26]
- Un sombrero Bellhop y una etiqueta de equipaje (utilizada como marcapáginas) del hotel The Hollywood Tower Hotel.[26]
- Libros del hotel The Hollywood Tower Hotel.[26]
- Un tarro que contiene un trozo de la barba de Davy Jones.
- Grilletes de Loki. (De Thor: El Mundo Oscuro)[26]
- Dispositivo de tortura óptica de Loki. (De Los Vengadores)[26]
- Un casco y las armas de soldado de Hydra, y un símbolo rojo y negro de Hydra.[26]
- Manzanas doradas de Idunn.[26]
- Bandas carmesíes de Cyttorak. (De Doctor Strange)
- Los restos del animatronic de Tom Morrow de Innoventions
- La cabeza vacía de una muñeca de "It's a Small World".[28]
- Juguetes de hojalata de Mickey y Minnie .[26]
- Mapas de 1955 de Disneyland.[26]
- Una pierna biónica
- Walkman de Peter Quill's (Rocket lo coge antes de abandonal la habitación en el preshow).

Además, en el mensaje de vídeo del Coleccionista hay una maqueta de un perro de fantasma de The Haunted Mansion en la mesa.
Cuándo los visitantes entran en la habitación de mantenimiento, antes de entrar en el ascensor, se pueden ver más elementos como:
- El muñeco original del Abominable Hombre de las Nieves de la atracción Matterhorn Bobsleighs de Disneyland.[27][26]
- Un cuadro del hotel The Hollywood Tower Hotel.[26]
- "Dolores El Pulpo" de la desaparecida atracción "Country Bear Vacation Hoedown" de Disneyland.[26]
- Una estatua de dragón de Kamar-Taj .[26]

## "Monsters After Dark"
En agosto de 2017, se anunció que la atracción recibiría una nueva experiencia durante la temporada de Halloween de Disneyland llamada "Guardians of the Galaxy – Monsters After Dark". La experiencia es ofrecida cada noche tras es ocaso desde septiembre hasta el 31 de octubre. La historia de Monsters After Dark cronológicamente después de Mission Breakout!; los Guardianes acaban de escapar, pero accidentalmente se han dejado a Groot dentro. Rocket regresa y mientras los visitantes tendrán que distraer a las criaturas que se han escapado mientras él rescata a Groot. Una de las criaturas de la atracción es un dragón de fuego de Surtu, el cual aparece en Thor: Ragnarok. La experiencia también dispone de una nueva canción titulada "Monsters After Dark" escrita por Tyler Bates. El 31 de octubre la atracción funciona todo el día como Monsters After Dark. La canción de mismo nombre fue lanzada digitalmente en iTunes el 2 de noviembre de 2017. La experiencia volvió a estar disponible en la temporada de Halloween de 2018 sin ningún cambio.
El fantasma de Yondu Udonta (Michael Rooker) aparece brevemente vagando por el archivo en el espectáculo.